# Ngabar (Siman)
Ngabar is een bestuurslaag in het regentschap Ponorogo van de provincie Oost-Java, Indonesië. Ngabar telt 2743 inwoners (volkstelling 2010).